# Toni Turek
Pour les articles homonymes, voir Turek.
Anton Turek, surnommé Toni Turek, né le 18 janvier 1919 à Duisbourg et mort le 11 mai 1984 à Neuss, est un footballeur allemand.
Titulaire en équipe nationale au poste de gardien de but, il tient un rôle décisif lors de la première Coupe du monde remportée par son pays en 1954.

## Biographie
Né à Duisbourg, Anton Turek découvre le football au Duisburg SV 1900. Il y est repéré par le TuS Duisburg 48/99, un club important dans l'Allemagne d'alors, qui le fait venir en 1936, à 17 ans. Le club évolue en Gauliga Niederrhein, le championnat du Bas-Rhin. Il y reste jusqu'en 1946, à l'exception des saisons 1941-1942 et 1942-1943 où il porte les couleurs du TSG Ulm 1846, en Gauliga Württemberg. En 1946-1947 il évolue une saison à l'Eintracht Francfort (où il termine 3e de l'Oberliga Sud, une de ses meilleures performances en club), puis retourne au TSG Ulm.
En 1950 il signe au Fortuna Düsseldorf, où il va rester cinq saisons, et fait en novembre de la même année ses débuts en sélection, à 31 ans, huit ans après le dernier match disputé par une équipe nationale allemande. Un temps mis en concurrence avec Karl Adam (en), il reste finalement titulaire et attaque la Coupe du monde de football de 1954 comme no 1, alors qu'il est le joueur le plus âgé du tournoi. Il participe aux deux victoires contre la Turquie au premier tour mais n'est pas de la cinglante défaite face au fameux « Onze d'or hongrois » (3-8). Il tient bien sa place face à la Yougoslavie et l'Autriche, en quart et demi-finale, et se trouve logiquement titulaire lors de la finale où les Allemands retrouvent la Hongrie, invaincue depuis quatre ans. Auteur de plusieurs arrêts de classe, notamment face à Nándor Hidegkuti, Turek est encensé par le commentateur radio allemand Herbert Zimmermann qui s'exclame « Turek, du bist ein Fußballgott! » en français : « Turek, tu es un Dieu du football ! »,. L'Allemagne l'emporte trois buts à deux, à la grande surprise des observateurs. Cet épisode est remémoré comme « Le Miracle de Berne ».
Turek devient une véritable légende du football allemand, après son titre de champion du monde il défile devant plus de 100 000 personnes à Düsseldorf. Il honore sa 20e et dernière sélection en équipe nationale en octobre 1954 face à la France. En 1955-1956, il réalise une dernière saison au Borussia Mönchengladbach avant de prendre sa retraite sportive.
Il quitte alors le monde du football et travaille pour la Rheinbahn (de) à Düsseldorf. En 1973, il est victime d'un sévère problème de santé, qui le laisse paralysé des jambes. Il meurt en 1984, à 65 ans. En 2004, une place de Düsseldorf est nommée en son honneur. En 2014, une statue de lui est dévoilée à proximité du nouveau stade de Düsseldorf, l'Esprit arena. Il a reçu de nombreuses autres distinctions à ce jour.

## Palmarès
- Champion du monde en 1954 avec l'Allemagne

## Statistiques
| Saison    | Club                     | Matchs | Buts |
| --------- | ------------------------ | ------ | ---- |
| 1936-1941 | TuS Duisburg 48/99       | ?      | ?    |
| 1941-1943 | TSG Ulm 1846             | ?      | ?    |
| 1943-1946 | TuS Duisburg 48/99       | ?      | ?    |
| 1946-1947 | Eintracht Francfort      | 22     | 0    |
| 1947-1948 | TSG Ulm 1846             | 37     | 0    |
| 1948-1949 | TSG Ulm 1846             | 28     | 0    |
| 1949-1950 | TSG Ulm 1846             | ?      | ?    |
| 1950-1951 | Fortuna Düsseldorf       | 28     | 0    |
| 1951-1952 | Fortuna Düsseldorf       | 30     | 0    |
| 1952-1953 | Fortuna Düsseldorf       | 30     | 0    |
| 1953-1954 | Fortuna Düsseldorf       | 30     | 0    |
| 1954-1955 | Fortuna Düsseldorf       | 15     | 0    |
| 1955-1956 | Borussia Mönchengladbach | 4      | 0    |

## Biographies
- Werner Raupp: Toni Turek - "Fußballgott". Eine Biographie, Hildesheim: Arete Verlag 2019 (1., durchgesehene Auflage)  (ISBN 978-3-96423-008-9).